# 이재갑 (의사)
이재갑(李在甲, 1974년 7월 4일 ~ )은 대한민국의 의사이다.

## 학력
- 용산고등학교
- 고려대학교 의학과
- 고려대학교 대학원 의학 석사

## 경력
- 2000년 : 고려대의료원 내과 전문의
- 2004년 : 국제협력의사 카자흐스탄 파견
- 2006년 : 고려대 구로병원 전임의
- 2008년 : 한림대학교 강남성심병원 분과장
- 2015년 : 대한의사협회 신종감염병 대응 위원장
- 2023년:  방역전문가 호소인

## 방송
- 2023년 : YTN 뉴스라이더